# Epsilonematina cyrta
Epsilonematina cyrta är en rundmaskart som först beskrevs av Steiner 1931.  Epsilonematina cyrta ingår i släktet Epsilonematina och familjen Epsilonematidae. Inga underarter finns listade i Catalogue of Life.